# Massepha rectangulalis
Massepha rectangulalis is een vlinder van de familie van de grasmotten (Crambidae), uit de onderfamilie van de Spilomelinae. De wetenschappelijke naam van deze soort is voor het eerst voorgesteld door Aristide Caradja in een publicatie uit 1934.
De soort komt voor in China (Guangdong).